# Padegan Wali Asr Ti Pahazrat Ghajm Mohammad
Padegan Wali Asr Ti Pahazrat Ghajm Mohammad – miejscowość będąca osiedlem wojskowym. Leży ona w Iranie, w ostanie Semnan. W 2006 roku miejscowość liczyła 281 mieszkańców w 83 rodzinach.